# Corba de Phillips
La corba de Phillips, en macroeconomia, representa una corba empírica de pendent negatiu que relaciona la taxa d'inflació i la taxa d'atur.

## Introducció
Al novembre de 1958, l'economista William Phillips, va publicar un article titulat "La relació entre la desocupació i la taxa de variació dels salaris monetaris al Regne Unit, 1861-1957", a la revista Economica, en què establia que durant el període estudiat s'havia produït una correlació negativa entre la taxa d'atur i la variació dels salaris a l'economia britànica. Després de trobar patrons similars en altres països, el 1960, Paul Samuelson i Robert Solow, van assumir el treball de Phillips i van fer explícit l'enllaç entre la inflació i la desocupació, de manera que quan la desocupació era baixa, la inflació tendia a ser alta i al contrari que en els períodes en què la desocupació era alta, la inflació tendia a ser baixa.
En col·locar en un eix de coordenades, en abscises la taxa d'atur i en ordenades la taxa d'inflació, Phillips va obtenir una corba amb pendent negatiu. La corba de Phillips relaciona la inflació amb la desocupació i suggereix que una política adreçada a l'estabilitat de preus promou la desocupació. Per tant, un cert nivell d'inflació és necessari per minimitzar-la. En els anys següents, molts economistes dels països industrialitzats van creure que els resultats obtinguts a la corba de Phillips mostraven que existia una relació permanent i estable entre inflació i atur. La seva implicació per a la política econòmica va ser que el govern podia controlar atur i inflació amb una política de tall keynesiana. Es podia tolerar una taxa d'inflació relativament alta a canvi de mantenir baix l'atur; era un intercanvi entre inflació i atur.
Aquesta corba va descriure encertadament la situació dels EUA als anys 1960 on la política de control de la inflació va originar una contracció a l'economia, incrementant la desocupació. En l'àmbit d'aquesta relació expressada per la corba de Phillips, cal esmentar el terme "taxa de sacrifici" que posa de manifest la quantitat de punts percentuals de producció anual perduda en el procés de reduir la inflació en un punt percentual. 
La seva aplicació al món real es va dur a terme pels Estats Units el 1979 després de les pertorbacions negatives en l'oferta degudes a la política seguida per l'OPEP. Paul Volcker, president del FED en l'època esmentada, va decidir minorar la taxa d'inflació patida (10%) en detriment del creixement de l'economia del país, cosa que va resultar en la crisi econòmica més gran que ha patit els EUA des de la Gran Depressió (si bé, la inflació es va reduir com estava previst).
Com a anàlisi final cal esmentar que aquesta disjuntiva entre inflació i atur explicada per la corba de Phillips succeeix de forma natural a l'economia. En cas que els governs intentin explotar-la mitjançant la seva política econòmica la relació desapareix. Aquesta evidència va ser contrastada involuntàriament per l'economia nord-americana en incrementar-se la despesa pública amb motiu de la guerra del Vietnam. La fins llavors "corba" de Phillips va passar a ser un conglomerat de dades aleatòries (període de 1969-1973) on no s'aprecia cap tendència o relació entre les variables d'inflació i atur.
La corba de Phillips va ser, durant els anys seixanta, l'eix central en el pensament macroeconòmic, sent aquesta teoria utilitzada a molts països per mantenir la desocupació en xifres baixes mentre es tolerava una inflació moderada o alta. No obstant això, durant la següent dècada, als anys setanta, es va observar que certs països tenien simultàniament inflació i atur elevats, fenomen denominat estagflació. Segons alguns economistes, aquest efecte era promogut per pertorbacions a l'oferta agregada, com va passar en la crisi del petroli del 1973. Les anàlisis teòriques, impulsades fonamentalment per Milton Friedman, primer, i posteriorment per Robert Lucas, van portar a posar en qüestió la relació mostrada per la corba de Phillips com una relació estable.

Corba de Phillips - NAIRU a llarg i curt termini.

## La corba de Phillips a llarg termini
Els estudis posteriors de la corba de Phillips han reflectit que encara que a curt termini es pot mantenir una relació estable entre inflació i atur, a llarg termini aquesta relació esdevé inestable i poc sistemàtica.
La teoria de les expectatives del model neoclàssic justifica aquesta inestabilitat explicant que la inflació imprevista pot provocar a curt termini un augment de la producció i l'ocupació, però a llarg termini, quan desapareix aquesta il·lusió monetària, no hi ha intercanvi entre inflació i atur.
D'aquesta manera segons es pot observar a la gràfica adjunta, partint d'una situació d'una economia que es troba al punt A, amb una taxa d'atur i inflació determinada on es tracta de reduir l'atur mitjançant augments de la demanda agregada. Inicialment, la situació econòmica, segons la corba de Phillips es desplaça fins a assolir el punt B, amb una menor taxa d'atur, però a llarg termini la corba s'anirà traslladant cap amunt, fins a una nova corba de Phillips, assolint-se en definitiva el punt C, en què es manté la mateixa taxa d'atur existent en la situació inicial (punt A) i només s'ha produït una elevació de la taxa d'inflació. Això és perquè, a mitjà i llarg termini, els augments de la inflació s'han internalitzat en les negociacions salarials i s'han revisat les expectatives inflacionàries existents.
De la mateixa manera, quan les polítiques orientades a reduir la inflació generen una desocupació més gran, la correlació es pot modificar a mitjà i llarg termini. Això passa en elevar-se els nivells de pobresa, redundant en una minva en la desocupació per via de la competència dels treballadors desocupats al mercat laboral. En aquest escenari, la desocupació no és considerada com un efecte indesitjable, sinó intencional, com a part de polítiques públiques orientades a dinamitzar l'economia.
La teoria coneguda com a taxa natural de desocupació distingeix entre una Corba de Phillips (CP) a curt termini i una altra a llarg termini. La corba de Phillips a curt termini seria com la descrita abans, és a dir, de caràcter descendent, però desplaçant-se segons les expectatives d'inflació canvien. A llarg termini, només una taxa d'atur (la NAIRU o taxa natural) és coherent amb una taxa d'inflació estable. La corba de Phillips a llarg termini, per tant, es torna completament vertical, sense que hi hagi relació entre inflació i atur.

### La teoria de les expectatives racionals
Les expectatives racionals (Robert Lucas, Thomas Sargent i Robert Barro) i el NAIRU (non-accelerating inflation rate of unemployment o taxa d'atur no acceleradora de la inflació) van sorgir a partir de la idea de l'existència d'expectatives racionals que impedeixen que, fins i tot a curt termini, es pugui donar que les polítiques de demanda aconsegueixin augments de la producció i que només generen pujades de preus. En termes pràctics, aquesta teoria postula que per acabar amb la tendència inflacionària els treballadors haurien de resignar-se a perdre poder adquisitiu en les negociacions salarials, acceptant increments sobre la base de la inflació futura en lloc de la passada. 